# Malé Labe
Malá Labe är ett vattendrag i Tjeckien.   Det ligger i regionen Hradec Králové, i den nordöstra delen av landet, 100 km nordost om huvudstaden Prag.